# St.-Ursula-Stift Werl

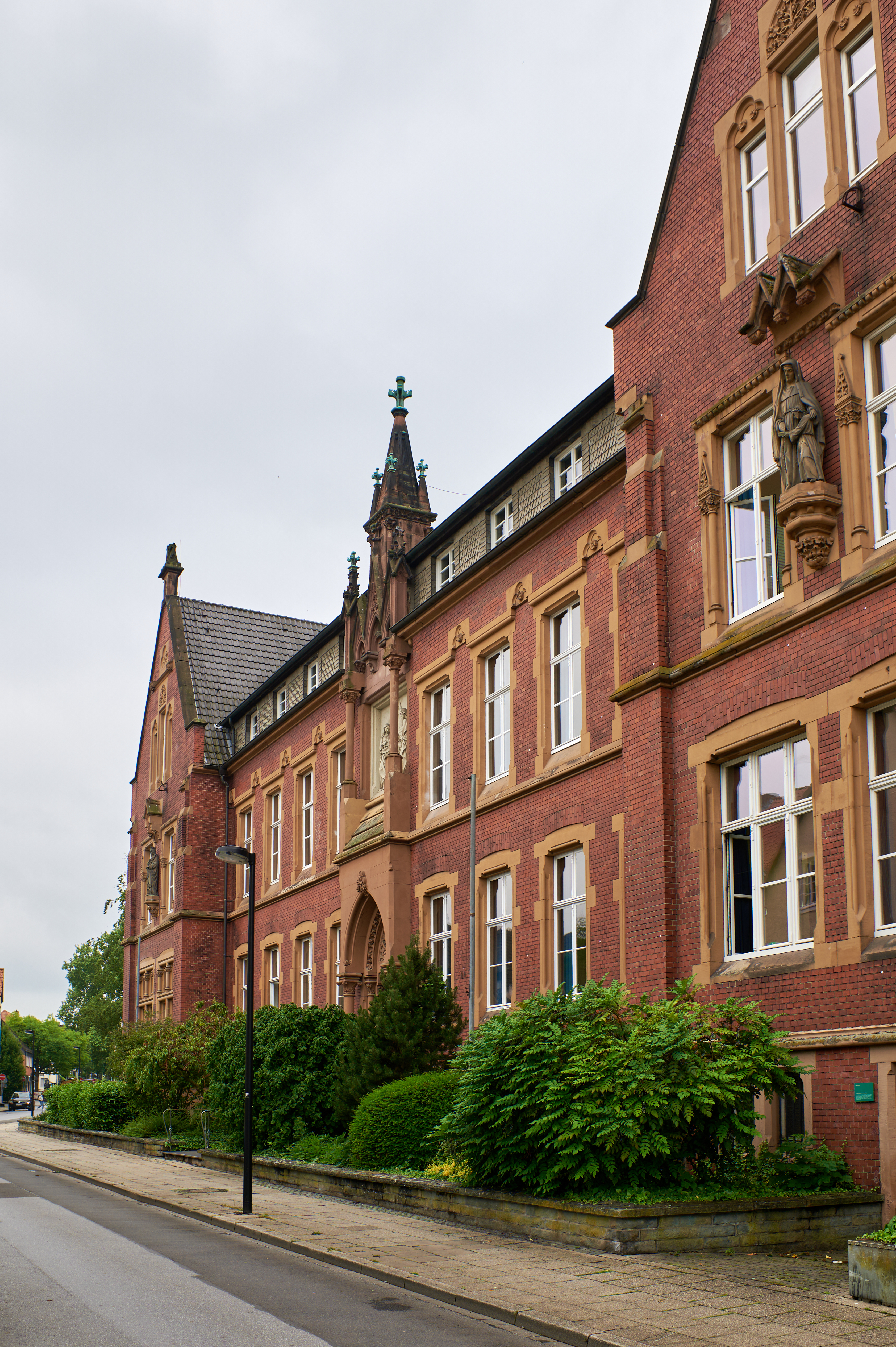

Das St.-Ursula-Stift in Werl in Westfalen ist ein 1888 gegründetes Kloster des Ordens der hl. Ursula (lateinisch Ordo Sanctae Ursulae, OSU), meist kurz Ursulinen genannt. Die im Kloster lebenden Schwestern lehrten an  dem angegliederten Ursulinengymnasium.

## Geschichte

### Gründung
Im Jahr 1888 kamen fünf Ursulinen aus der sogenannten Marienburg in Nimwegen (Niederlande) nach Werl, um eine Ursulinenfiliale zu gründen. 1897 wurde das Kloster in Werl selbständig.
Die erste Oberin des Klosters und gleichzeitig Schulleiterin des Ursulinengymnasiums war M. Scholastica Bröbbering. Sie wurde von M. Bernardine von Nymwegen, vom stellvertretenden Bürgermeister von Werl, Freiherr von Papen-Königen und dem Werler Pfarrer Alterauge in ihr neues Amt eingeführt. Sie löste die bisherigen Leiterinnen der höheren Mädchenschule Josefine und Elisabeth Syterman van Langeweyde ab. Das Kloster bestand zu dieser Zeit aus einem Wohnhaus für die Schwestern und einer kleinen Kapelle, einem massiven Steinbau, in dem schon seit über 50 Jahren keine Messe mehr gelesen wurde. Die Kapelle wurde von Pfarrer Alterauge neu geweiht, sie erhielt das Patrozinium Königin des heiligen Rosenkranzes. Zusätzlich ausgestattet wurde die Kapelle mit einem aus Nimwegen mitgebrachten Harmonium.

### Entwicklung bis 1900

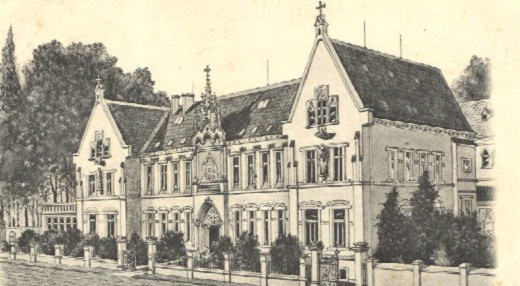
St.-Ursula-Stift, um 1900

Das Monasterium wurde als Familienkloster geführt. Die Struktur weist Ähnlichkeiten mit benediktinischen Abteien auf. Der Konvent lebte in einem rechtlich selbständigen Kloster mit Autonomie in der Verwaltung, bei der Aufnahme neuer Mitglieder und bei der Wahl der Oberin (im Unterschied zu Klöstern, die unter Generalleitung stehen). Eine Versetzung einzelner Konventmitglieder in andere Klöster war faktisch ausgeschlossen. Die eigentlich monastische Lebensweise musste durch etliche Dispense gelockert werden, um Lehrtätigkeit in der höheren Töchterschule und der Werler Winterschule zu ermöglichen. So wurde u. a. den Schwestern vom Werler Bürgermeister eine dunkel verhangene Kutsche für den kurzen Weg vom Kloster zur Winterschule zur Verfügung gestellt. Wegen dieser Lockerungen gab es kirchenrechtliche Schwierigkeiten mit der Anerkennung der Selbständigkeit durch den Heiligen Stuhl, der sogenannten Venia Apostolicae Sedis. Das Kloster hatte wegen der öffentlichen Aufgaben kein Gitter, um der geforderten päpstlichen Klausur zu entsprechen (Papalis clausura absque cratibus non conceditur – „Die päpstliche Klausur wird ohne Gitter nicht gewährt“). Der Paderborner Bischof Konrad Martin stellte ein erneutes Gesuch, diesem wurde am 12. November 1900 von der Religiosenkongregation entsprochen.